# Tomasz Czechowicz
Tomasz Czechowicz (sinh ngày 23 tháng 6 năm 1970) là doanh nhân Ba Lan và nhà đầu tư cổ phần tư nhân. Ông là người sáng lập và Giám đốc tập đoàn MCI Capital, một trong những tập đoàn cổ phần tư nhân năng động nhất ở Trung và Đông Âu. Ông là thành viên trong ban giám sát của nhiều công ty. Czechowicz quản lý một nhóm quỹ đầu tư hoạt động ở Ba Lan và ở khắp Trung, Đông Âu. Nhóm quỹ này chủ yếu tập trung vào việc hỗ trợ các công ty trong lĩnh vực công nghệ và dịch vụ internet.

## Giáo dục
Czechowicz tốt nghiệp Đại học Bách khoa Wrocław, Đại học Kinh tế Wrocław, theo học Thạc sĩ Quản trị Kinh doanh trường Đại học Minnesota và Trường Kinh tế Warszawa.

## Dự án kinh doanh
Czechowicz bắt đầu theo đuổi nhiều dự án kinh doanh khác nhau từ khi còn trẻ. Khi còn trẻ, ông lập trình, sản xuất và bán các phụ kiện máy tính tại trung tâm thương mại ở Wrocław, và Warszawa. Khi chuyển đến Wrocław để theo học trường đại học, ông cũng bắt đầu nhập khẩu máy tính cũ và mới sang Ba Lan, trong đó có những chiếc máy tính gia đình Commodore 64. Ông trở thành một trong những khách hàng châu Âu lớn nhất của công ty Commodore International.
Năm 1990 Tomasz Czechowicz, Janusz Krasnopolski và Tomasz Gomułkiewicz đồng sáng lập JTT Computer SA. Công ty tiếp tục nhập khẩu máy tính. Năm 1997, công ty đã đạt được một thỏa thuận quan trọng với Intel và Microsoft, cho phép họ bắt đầu lắp ráp máy tính của riêng mình dưới thương hiệu ADAX. Czechowicz là Giám đốc điều hành của công ty cho đến năm 1998. Trong 8 năm này, ông đã biến công ty thành doanh nghiệp lắp ráp và phân phối máy tính bàn hàng đầu ở Trung Âu, tạo ra doanh thu hơn 100 triệu đô la. Trong một cuộc phỏng vấn năm 2006, Tomasz Czechowicz cho biết kinh nghiệm của ông tại công ty này đóng một vai trò quan trọng trong việc định hình ông và các dự án kinh doanh trong tương lai của ông. Trong một cuộc phỏng vấn vào năm 2016, ông nhận xét rằng JTT Computer SA là một trong những thách thức kinh doanh lớn nhất của ông, nhưng cũng là động lực giúp ông chuẩn bị tốt cho những nỗ lực kinh doanh tiếp theo.

## Giải thưởng
- Một trong 10 người có ảnh hưởng nhất trên Internet Châu Âu – do Business Week trao tặng năm 2000[7]
- Nhà lãnh đạo Toàn cầu cho Tương lai[8] – được Diễn đàn Kinh tế Thế giới tại Davos trao giải năm 2001 “vì tầm nhìn đặc biệt về thị trường, tính chuyên nghiệp và hiệu quả kinh doanh[9][10]
- TOP Manager of Year 2007 – do TOP MANAGEMENT và angel.me trao tặng trong khuôn khổ chương trình “The Entrepreneur Awards of the Year”[11] vì thực hiện thành công chiến lược của Tập đoàn MCI[10]
- Nhà quản lý hàng đầu năm 2015 – do tạp chí Businessweek Bloomberg Ba Lan trao tặng[12]
- Danh sách 100 người giàu nhất Ba Lan của Forbes – Tomasz Czechowicz nhiều lần xuất hiện trong danh sách,[13] ví dụ: năm 2011 (thứ 82),[14] 2014, 2015 và 2016 (thứ 64)[15]
- Danh sách 100 người giàu nhất Ba Lan của Wprost – Tomasz Czechowicz nhiều lần xuất hiện trong danh sách, ví dụ: năm 2014 (thứ 78),[16] 2015 (thứ 46),[17] 2016 (thứ 66)[18] và 2017 (thứ 89)[19]
- Hạng mục "Chuyên nghiệp" – được ban giám khảo CEE M&A trao tặng vào ngày 23 tháng 3 năm 2017 cho sự cống hiến, kết quả xuất sắc và dịch vụ khách hàng.[20]
- Hiệp hội đầu tư mạo hiểm và vốn cổ phần tư nhân Ba Lan, thành viên của Invest Europe[21]
- Nhà tư bản của năm (2020) do Forbes bình chọn[22]